# Oregon County
Oregon County är ett administrativt område i delstaten Missouri, USA, med 10 881 invånare. Den administrativa huvudorten (county seat) är Alton. 

## Geografi
Enligt United States Census Bureau så har countyt en total area på 2 050 km². 2 050 km² av den arean är land och 0 km² är vatten.    

### Angränsande countyn
- Shannon County - norr
- Carter County - nordost
- Ripley County - öst
- Randolph County, Arkansas - sydost
- Sharp County, Arkansas - söder
- Fulton County, Arkansas - sydväst
- Howell County - väst